# Gautier (Mississippi)
Pour les articles homonymes, voir Gautier.
Gautier est une ville du sud du comté de Jackson, dans l’État du Mississippi, aux États-Unis.

## Géographie
La ville de Gautier se situe sur le golfe du Mexique, dans le détroit du Mississippi et à l'est d'Ocean Springs et à l'ouest de Pascagoula. L'U.S. Route 90 qui longe le golfe passe par Gautier. L'embouchure de la Pascagoula est située à proximité de la ville.

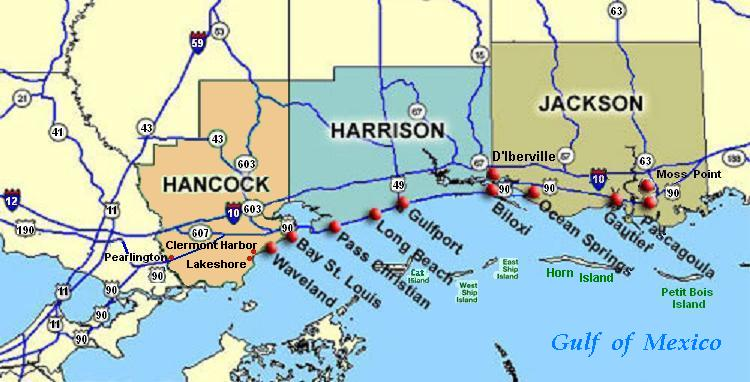
Gautier est située entre Ocean Springs et Pascagoula, dans le comté de Jackson.

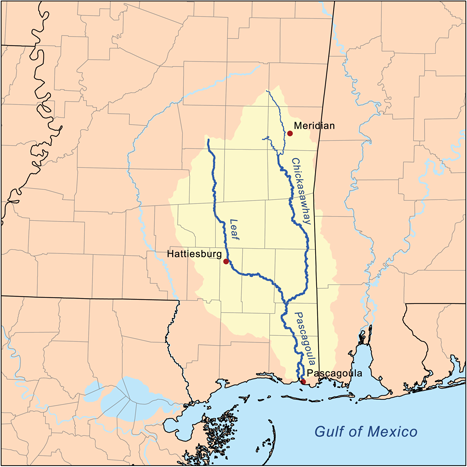
La Pascagoula se jette dans le détroit du Mississippi entre les villes de Gautier et Pascagoula.

## Histoire
La ville tient son nom de l'arrivée de la famille Gautier, originaire de Lyon, et débarquant à La Nouvelle-Orléans. À cette époque, la Louisiane française n'appartient plus à la France, avec la vente de la Louisiane de Napoléon Ier aux États-unis. La région est même sous influence espagnole et la population hispanise les prénoms de leurs enfants ; ainsi Fernand Gautier devient Fernando Gautier (1822–1891), et acquis une propriété sur ce territoire en 1867 à côté de la rivière Pascagoula. Il se marie avec dame Thérèse Fayard (Theresa Fayard)(1828–1911). Il fonde une scierie qui prit rapidement de l'importance et contribua au peuplement de la petite cité de Gautier.

## Catastrophes naturelles et écologiques
En 2005, la ville a été touchée par l'ouragan Katrina et en 2010, la marée noire liée à plate-forme pétrolière Deepwater Horizon risque de toucher ses côtes.

## Patrimoine culturel et historique
- Le cimetière de la ville contient des tombes dont les premières remontent à 1874. Fernando Gautier et Henry Gautier y sont notamment enterrés.
- La maison Gautier, maison bâtie par Fernando Gautier vers 1867.
- La ville organise un festival du mulet (Gautier mullet festival) et de la richesse naturelle de la Pascagoula (Pascagoula River Nature Festival).
- Le Mississippi National Golf Course
- Le Mississippi Sandhill Crane National Wildlife Refuge